# Dianne Lehodey
Dianne Lehodey (11 marzo 1960) è un'ex sciatrice alpina canadese.

## Biografia
Discesista pura originaria di Calgary, in Coppa del Mondo la Lehodey ottenne il primo piazzamento il 2 marzo 1979 a Lake Placid (22ª), i migliori risultati il 18 e il 19 dicembre 1981 a Saalbach (7ª) e l'ultimo piazzamento il 18 gennaio 1982 a Bad Gastein (12ª); ai Mondiali di Schladming 1982 si classificò 5ª e si ritirò al termine della successiva stagione 1982-1983, ventitreenne, a causa di ripetuti infortuni. Non prese parte a rassegne olimpiche.

## Palmarès

### Coppa del Mondo
- Miglior piazzamento in classifica generale: 41ª nel 1982

### Campionati canadesi
- 1 oro (discesa libera nel 1982)[senza fonte]